# Bruchia microspora
Bruchia microspora là một loài rêu trong họ Bruchiaceae. Loài này được Nog. mô tả khoa học đầu tiên năm 1951.